# 魔界列传
《魔界列传》是一款在世嘉街机发行的动作游戏。于1987年在日本世嘉Master System发行。
游戏中，一个孩子具有功夫。他将用他的功夫来击败敌人。
《電腦遊戲世界》称游戏具有“令人惊讶的游戏机制”。